# I Międzynarodowy Wyścig Tatrzański 1928

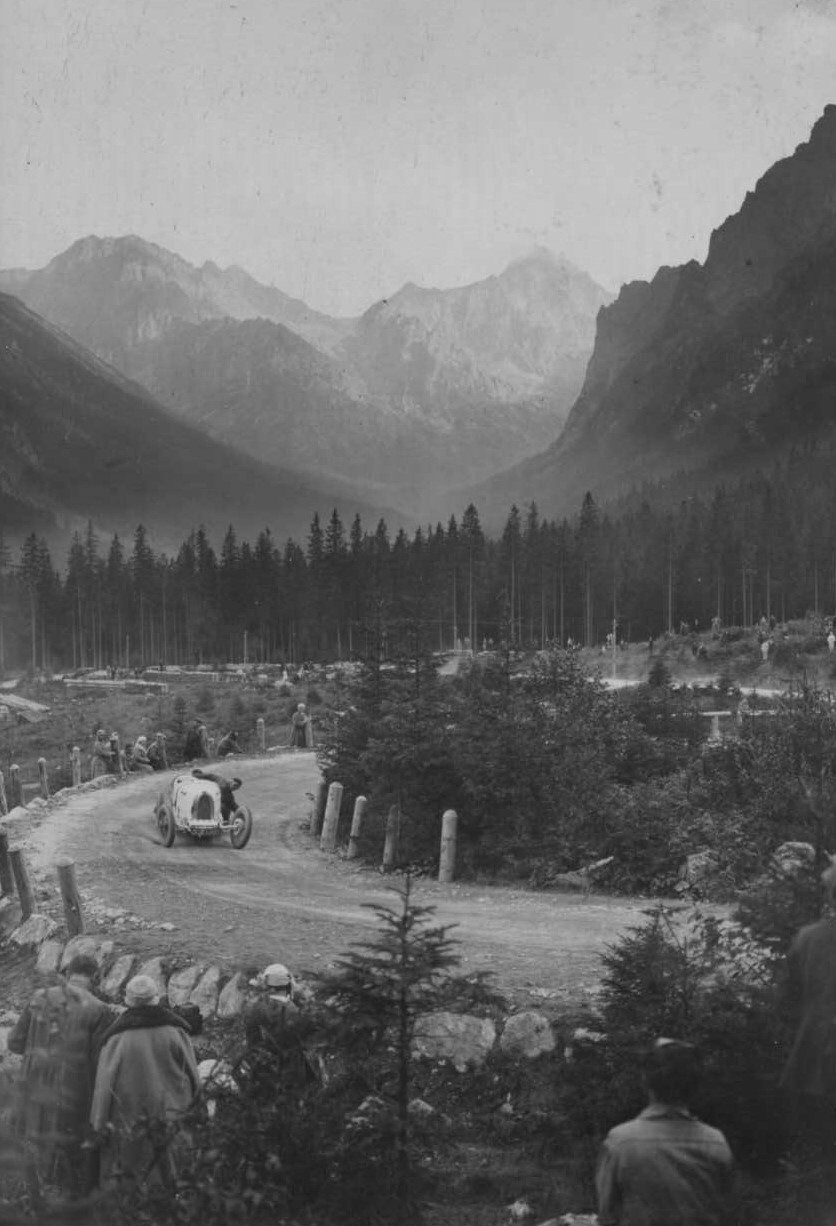
Jan Ripper w Bugatti na serpentynie Międzynarodowego Wyścigu Tatrzańskiego w 1928 roku

I Międzynarodowy Wyścig Tatrzański – samochodowy wyścig górski zorganizowany w Polsce 19 sierpnia 1928 roku jako drugi z serii Wyścigów Tatrzańskich, a pierwszy jako impreza międzynarodowa.

## Organizacja i przebieg

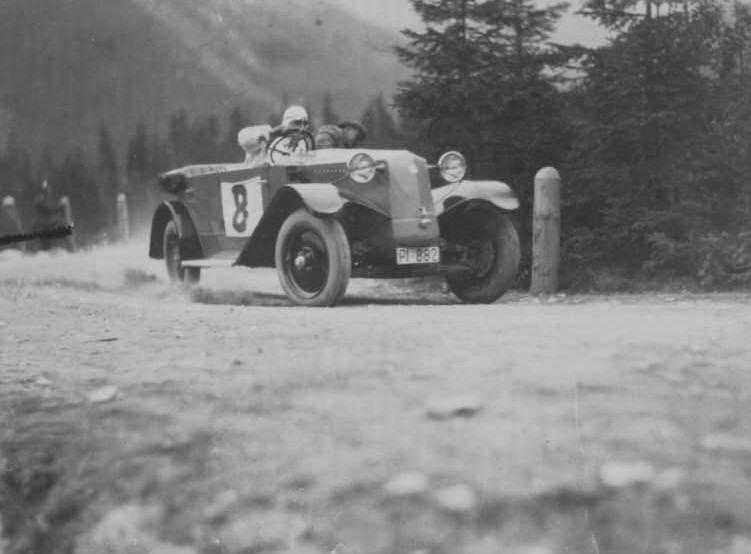
Josef Veřmiřovský na trasie w samochodzie sportowym Tatra.

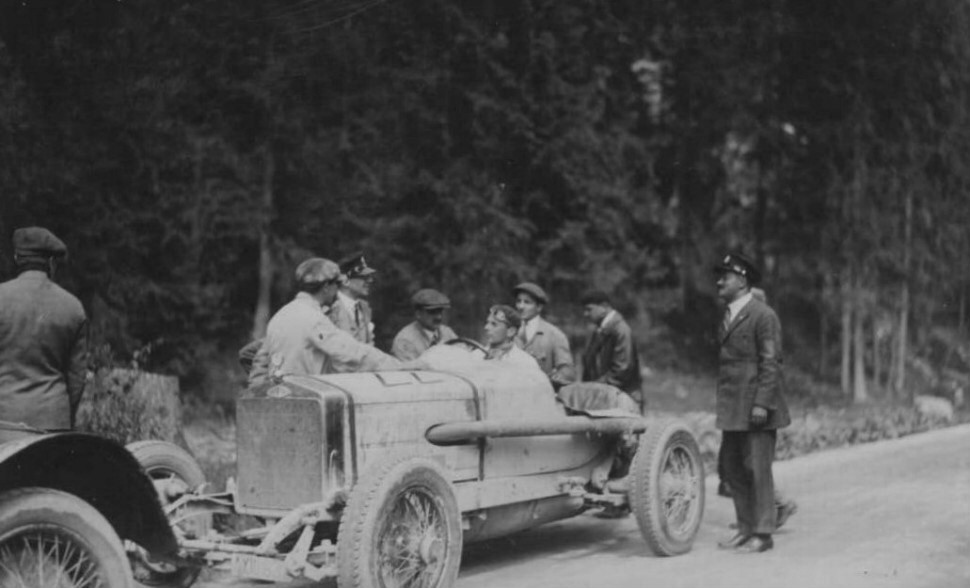
Książę Liechtenstein w wyścigowym samochodzie Gräf & Stift

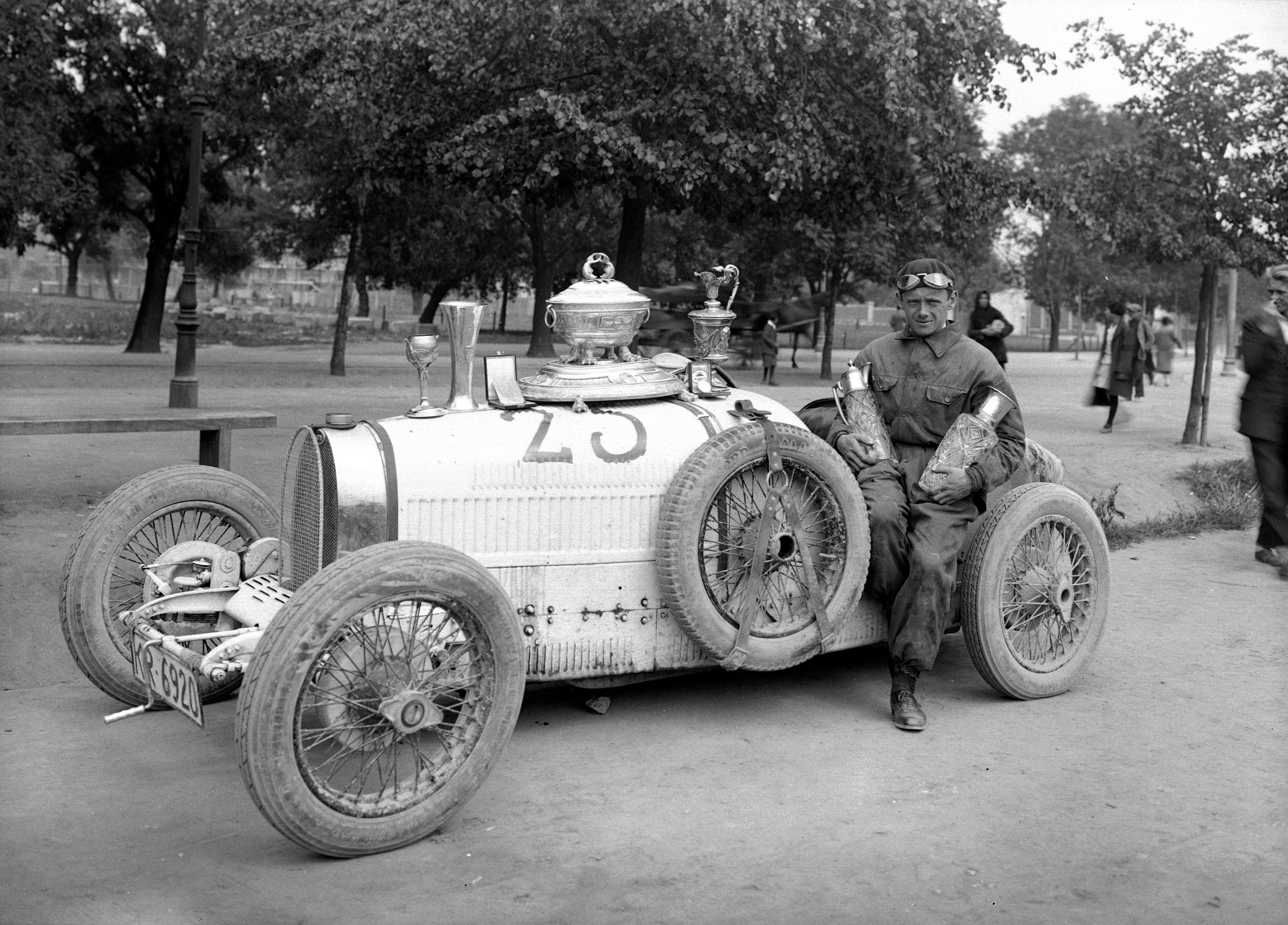
Jan Ripper w wyścigowym Bugatti ze zdobytymi nagrodami, w tym Wielką Nagrodą Tatr (waza)

Po pierwszym Wyścigu Tatrzańskim, który okazał się sukcesem organizacyjnym i frekwencyjnym, Krakowski Klub Automobilowy zorganizował w kolejnym roku następną edycję już jako wyłącznie samochodowy międzynarodowy wyścig otwarty. Zawody rozgrywano na tym samym fragmencie szosy Zakopane – Morskie Oko (drogi Oswalda Balzera) o długości 7,5 km, ze startem na Łysej Polanie w okolicy mostu na Białce; samochody startowały ze startu zatrzymanego pojedynczo w ustalonej kolejności. Przygotowania do wyścigu objęły m.in. wygładzenie nawierzchni, poszerzenie i wyprofilowanie zakrętów oraz budowę dwóch trybun, na mecie i tzw. Wancie. Polskie Radio zamontowało w strefach widzów głośniki nadające informacje i muzykę z płyt. Komandorem wyścigu był Wilhelm Ripper. Po raz pierwszy nagrodą za najlepszy czas była przechodnia Wielka Nagroda Tatr.
Samochody były podzielone tym razem na dwie kategorie: samochodów sportowych (w miejsce turystycznych) i wyścigowych, dzielące się na klasy oraz grupy w zależności od pojemności silnika. Samochody sportowe musiały odpowiadać przepisom międzynarodowym, osiągać odpowiednią wagę minimalną i być wyposażone m.in. w błotniki i zakrywany dach („budę”) oraz obsadzone przez odpowiednią dla klasy liczbę pasażerów, względnie zabierać balast po 60 kg. Określono też czasy maksymalne przejazdu dla poszczególnych klas. W dniach 15–18 sierpnia można było odbywać treningi.
Zgłoszonych było 26 samochodów, wystartowały 22, w tym 5 wyścigowych. Dwa samochody zderzyły się podczas treningu rano i nie wystartowały (m.in. Węgier Wolfner na samochodzie Steyr), wycofał się też kierowca Kirszen na Fiacie. Zawody rozpoczęto 19 sierpnia 1928 roku o godzinie 14, przy dobrej pogodzie. Jan Meyer dwukrotnie startował, prowadząc Fiata sportowego, a następnie wyścigowego. Publiczność szacowano na ponad 6 tysięcy i prawie tysiąc samochodów, które parkowano między metą a Morskim Okiem oraz na Łysej Polanie. Na zawody przybyli m.in. prezes Automobilklubu Polski Karol Raczyński, prezydent American Automobile Association Bishop, wojewoda krakowski Ludwik Darowski i wicewojewoda Kazimierz Duch.
Najlepszy czas uzyskał polski kierowca Jan Ripper na wyścigowym Bugatti (silnik 1500 cm³ z kompresorem) – 5 min 47,41 s. Drugi w klasyfikacji ogólnej był mistrz Polski Henryk Liefeldt na wyścigowym Austro-Daimlerze (3000 cm³) – 6 min 02,33 s, a trzeci Szwajcar Robert Vetterli na wyścigowym Bugatti (6 min 17,37 s). Najlepszy z samochodów sportowych uzyskał piąty czas: Szwarcsztajn na Bugatti (3000 cm³ z kompresorem) – 6 min 28,18 s. Ripper otrzymał za zwycięstwo m.in. przechodnią Wielką Nagrodę Tatr (srebrną wazę), pierwszą nagrodę w ogólnej klasyfikacji, nagrodę w swojej kategorii i kilka innych nagród.
| Wyniki zawodów:      | Wyniki zawodów: | Wyniki zawodów:                               | Wyniki zawodów: | Wyniki zawodów: | Wyniki zawodów:  | Wyniki zawodów:                                                         |
| -------------------- | --------------- | --------------------------------------------- | --------------- | --------------- | ---------------- | ----------------------------------------------------------------------- |
| Klasa (grupa)        | M-ce            | Kierowca                                      | Samochód        | Czas            | Średnia prędkość | Uwagi                                                                   |
| Samochody sportowe:  |                 |                                               |                 |                 |                  |                                                                         |
| 750 cm³ (H/I)        | 1.              | Jerzy Knapik                                  | Hanomag         | 10 min 21,16 s  | 43,467 km/h      | ustalony rekord                                                         |
| 750 cm³ (H/I)        | 2.              | Bross                                         | Hanomag         | 11 min 42,36 s  |                  |                                                                         |
| 1100 cm³ (G)         | 1.              | Jan Meyer                                     | Fiat 509        | 8 min 22,55 s   | 53,725 km/h      | rekord pobity                                                           |
| 1100 cm³ (G)         | 2.              | Adam Dygat                                    | Tatra           | 9 min 14,01 s   |                  |                                                                         |
| 1100 cm³ (G)         | 3.              | Salkowski                                     | Imperia         | 11 min 42,53 s  |                  |                                                                         |
| 1500 cm³ (F)         | 1.              | W. Bogucki                                    | Bugatti         | 9 min 20,30 s   | 48,188 km/h      |                                                                         |
| 2000 cm³ (E)         | 1.              | Josef Veřmiřovský (Czechosłowacja)            | Tatra           | 7 min 14,82 s   | 62,860 km/h      | rekord pobity                                                           |
| 2000 cm³ (E)         | 2.              | Kuczewski                                     | Tatra           | 9 min 58,88 s   |                  |                                                                         |
| 3000 cm³ (D)         | 1.              | Stanisław Szwarcsztajn                        | Bugatti         | 6 min 28,18 s   | 69,555 km/h      | pobity rekord kategorii i samochodów sportowych                         |
| 3000 cm³ (D)         | 2.              | Edward Zawidowski                             | Austro-Daimler  | 6 min 50,97 s   |                  |                                                                         |
| 3000 cm³ (D)         | 3.              | Adam Potocki                                  | Austro-Daimler  | 6 min 51,25 s   |                  |                                                                         |
| 3000 cm³ (D)         | 4.              | Maurycy Potocki                               | Austro-Daimler  | 7 min 14,31 s   |                  |                                                                         |
| 3000 cm³ (D)         | 5.              | Ludomir Cieński                               | Austro-Daimler  | 7 min 27,96 s   |                  |                                                                         |
| 5000 cm³ (C)         | 1.              | Witold Kellerman                              | Stutz           | 7 min 38,12 s   | 58,936 km/h      | rekord pobity                                                           |
| 5000 cm³ (C)         | 2.              | Judasz                                        | Studebaker      | 7 min 56,97 s   |                  |                                                                         |
| 5000 cm³ (C)         | 3.              | S. Romer                                      | Chrysler        | 8 min 01,57 s   |                  |                                                                         |
| 5000 cm³ (C)         | 4.              | Malinowski                                    | Dodge           | 8 min 18,04 s   |                  |                                                                         |
| 5000 cm³ (C)         | -               | Paweł Bitschan                                | Stutz           | 7 min 32,20 s   |                  | poza konkursem                                                          |
| Samochody wyścigowe: |                 |                                               |                 |                 |                  |                                                                         |
| 1100 cm³ (G)         | 1.              | Jan Meyer                                     | Fiat            | 8 min 25,41 s   | 53,421 km/h      |                                                                         |
| 1500 cm³ (F)         | 1.              | Jan Ripper                                    | Bugatti         | 5 min 47,41 s   | 77,717 km/h      | ustalony rekord kategorii, pobity rekord samochodów wyścigowych i trasy |
|                      | 2.              | Robert Vetterli (Szwajcaria)                  | Bugatti         | 6 min 17,37 s   |                  |                                                                         |
| 3000 cm³ (D)         | 1.              | Henryk Liefeldt                               | Austro-Daimler  | 6 min 02,33 s   | 74,517 km/h      | rekord pobity                                                           |
| 5000 cm³ (C)         | 1.              | ks. Ferdinand Andreas Liechtenstein (Austria) | Gräf & Stift    | 6 min 26,68 s   | 69,825 km/h      | ustalony rekord                                                         |